# Dattapur Dhamangaon
Dattapur Dhamangaon es una ciudad y  municipio situada en el distrito de Amravati en el estado de Maharashtra (India). Su población es de 21059 habitantes (2011). 

## Demografía
Según el censo de 2011 la población de Dattapur Dhamangaon era de 21059 habitantes, de los cuales 10613 eran hombres y 10446 eran mujeres. Dattapur Dhamangaon tiene una tasa media de alfabetización del 92,09%, superior a la media estatal del 82,34%: la alfabetización masculina es del 95,03%, y la alfabetización femenina del 89,15%.